# Compagnie du chemin de fer Victor-Emmanuel
La Compagnie du chemin de fer Victor-Emmanuel était une société anonyme créée en 1853. Son siège social était fixé à Chambéry, dans les États de Savoie, et ses bureaux à Paris. En 1865, elle devient la Società per le Strade Ferrate Calabro-Sicule qui fusionne en 1871 avec la Società Italiana per le Strade Ferrate Meridionali.

## Histoire
Au début du XIXe siècle, des projets ferroviaires sont développés pour permettre une liaison internationale entre la France et les États de Savoie, avec en projet le franchissement de la barrière alpine par un chemin de fer liant le Piémont, la Savoie et la France via un tunnel sous le massif du Mont-Cenis, la vallée de la Maurienne et Chambéry. Par décret de Victor-Emmanuel de Savoie,  roi de Sardaigne, du 25 mai 1853, est créée la « Compagnie du chemin de fer Victor-Emmanuel ». Ce même jour, la compagnie obtient une concession pour une ligne de Modane à Chambéry avec bifurcation vers Saint-Genis-d'Aoste et la frontière française et, par Aix-les-Bains et Annecy, vers la frontière avec le canton de Genève. La concession est modifiée le 27 avril 1854 : elle ne comprend plus qu'un chemin de fer de 85 km d'Aix-les-Bains à Saint-Jean-de-Maurienne, via Chambéry. L'État donne à la compagnie l'échéance de la fin de l'année pour confirmer qu'elle a l'intention de réaliser la ligne entière.
Par une convention du 2 septembre 1856, confirmée par la loi du 14 avril 1857, la compagnie conclut une fusion avec la Società della ferrovia da Torino a Novara. Il y est notamment précisé que la compagnie transfère son siège de Chambéry à Turin.
L'assemblée générale extraordinaire du 15 décembre 1856 accepte la convention modifiée et les exigences de l'État. Elle approuve également le rachat de la ligne de Suse à Turin, la fusion avec la société de la ligne de Turin à Novare et au Tessin et une convention avec l'État pour la section de Modane à Suse.
En 1859, la Victor-Emmanuel est utilisée pour faciliter le déplacement des troupes françaises qui vont, avec les Piémontais, battre les Autrichiens le 4 avril 1859 à la bataille de Magenta. Le roi Victor-Emmanuel concède ensuite le duché de Savoie et le comté de Nice à la France le 22 avril 1860 ; c'est l'Annexion. Ces évènements vont avoir des conséquences importantes pour la compagnie, car le 27 septembre 1867 est promulguée la loi française no 1530 qui reprend les divers accords et conventions existants. La compagnie du chemin de fer Victor-Emmanuel cède à la France les sections construites ou à construire qui sont sur le territoire désormais français, l'État les rétrocédant à la compagnie du chemin de fer de Paris à Lyon et à la Méditerranée (PLM).
La compagnie construit également le tronçon Termini-Trabia de la ligne de Palerme à Catane (1866)

## Le réseau

### Savoie
- Ligne d'Aix-les-Bains à Saint-Jean-de-Maurienne : longue de 85 km, elle est mise en service le 20 octobre 1856.
- Ligne d'Aix-les-Bains à Culoz : longue de 23 km, elle est mise en service le 1er août 1857, jusqu'à Brison-Saint-Innocent, puis vers Culoz le 27 juillet 1858. Dans cette gare, la liaison est assurée avec le chemin de fer de Lyon à Genève. La traversée des Alpes se fait par la route, via le col du Mont-Cenis, entre Saint-Jean-de-Maurienne et Suse, où s'arrête la ligne venant de Turin.

### Italie
Lignes rachetées :
- Ligne de Turin à Suse
- Ligne de Turin à Novare

Lignes uniquement exploitées :
- Ligne de Biella à Santhià (30 km)
- Ligne de Verceil à Casale (23 km)
- Ligne de Chivasso à Ivrée (36 km) : elle est mise en service par sections : de Chivasso à Caluso le 1er mai 1858 et de Caluso à Ivrée le 12 novembre 1858[8].